# Nederlands Zouavenmuseum

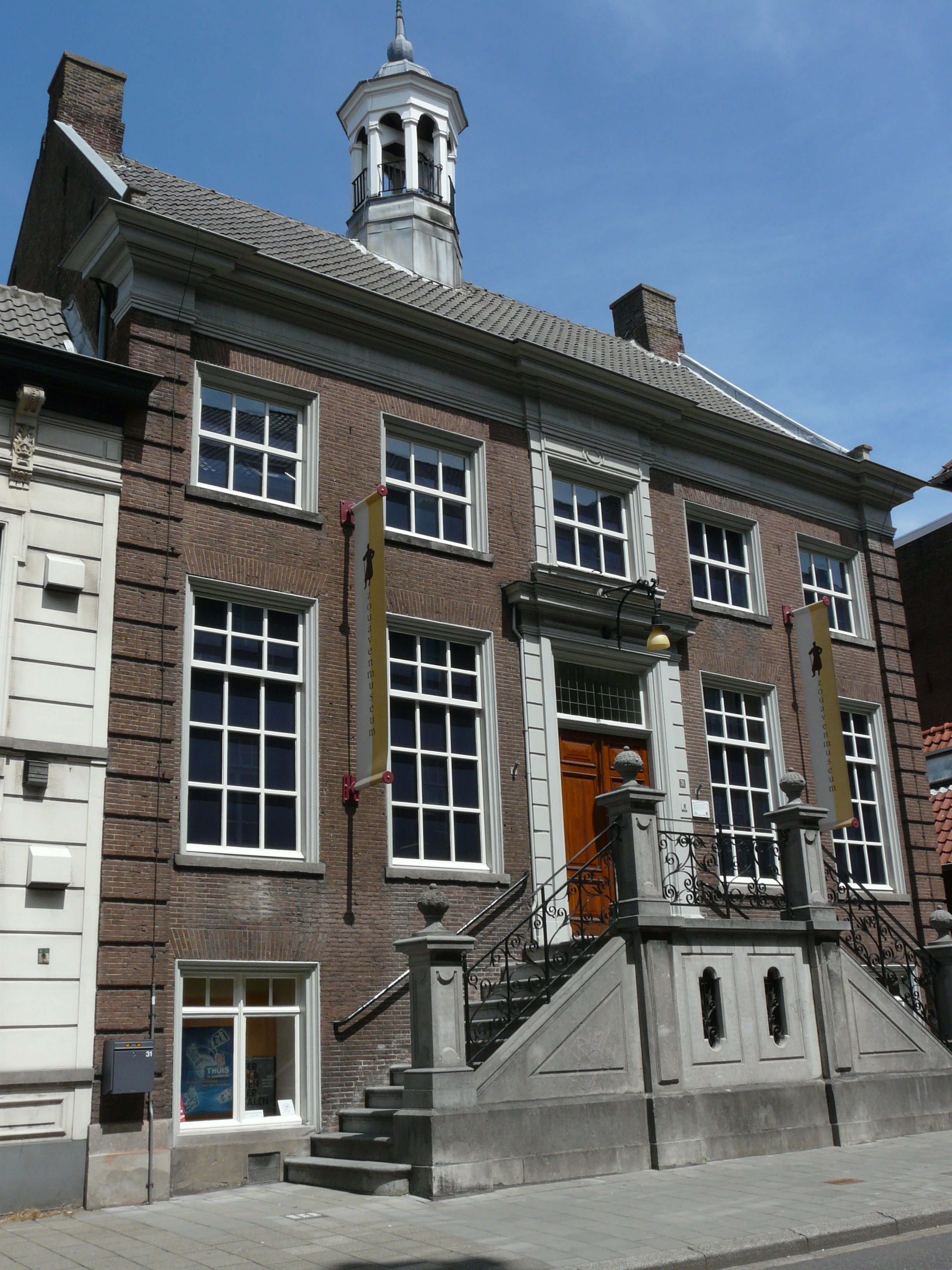
Zouavenmuseum in het voormalige gemeentehuis.

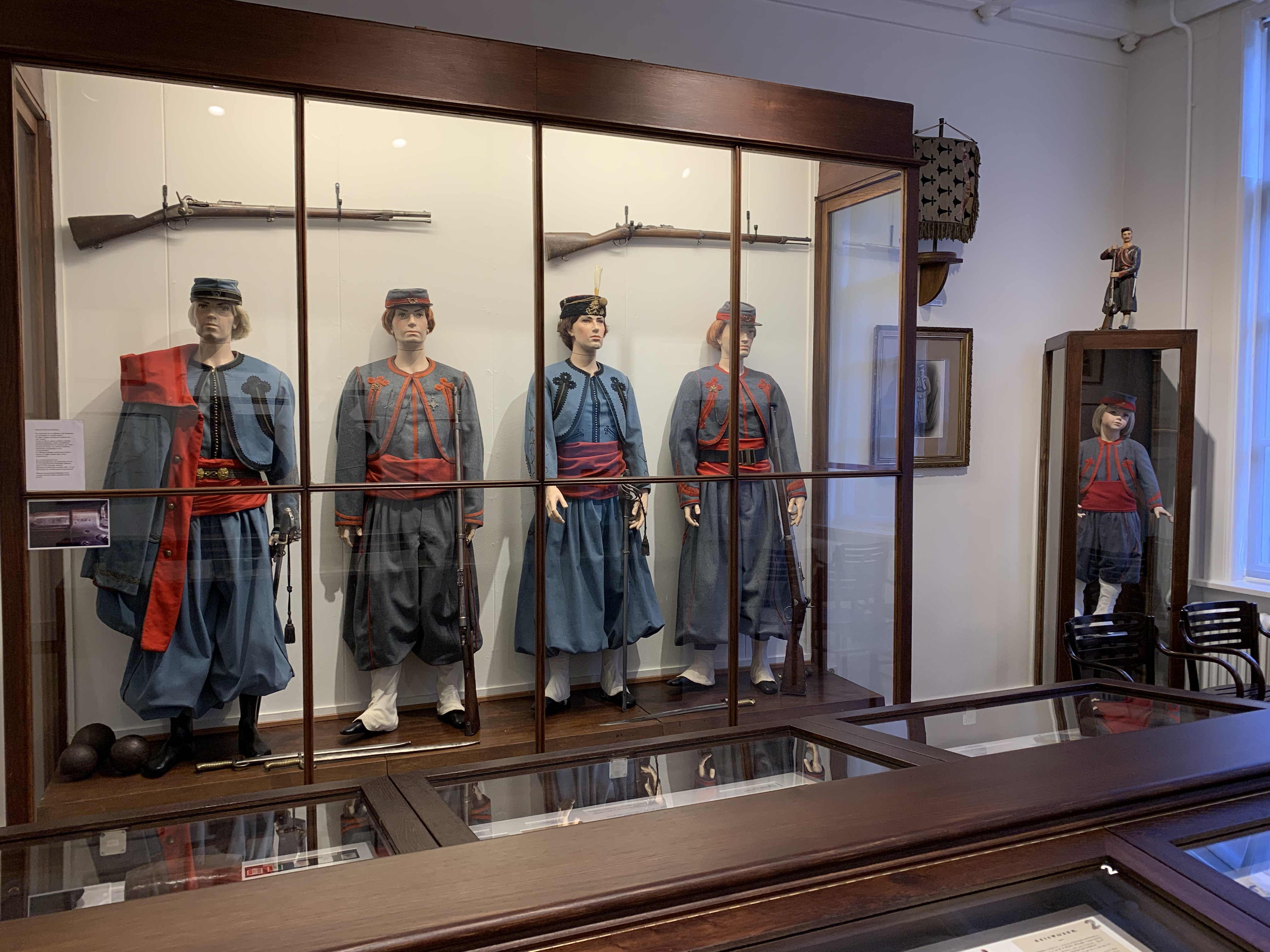
Een van de zalen.

Het Nederlands Zouavenmuseum is een museum in de Noord-Brabantse plaats Oudenbosch over de Pauselijke Zoeaven.

## Museum en collectie
Het museum is ondergebracht in het voormalige raadhuis aan Markt 31, een uit 1776 daterend, bakstenen rijksmonument, op een steenworp afstand van de Basiliek van de H.H. Agatha en Barbara. 
Het museum belicht het conflict tussen paus Pius IX en het Koninkrijk Italië tijdens de laatste fase van het Risorgimento, van 1861 tot 1870. Dit doet het museum op een ongebruikelijk manier, namelijk door de bril  van de Nederlandse vrijwilligers die voor de paus vochten als zoeaaf. Het museum bestaat uit een drietal kleine zalen. De collectie bevat onder andere een aantal zoeavenuniformen, foto's en een groot aantal persoonlijke documenten van verschillende zoeaven. Daarnaast zijn er vaandels en schilderijen te zien. Tot de collectie behoren onder andere een groot vaandel dat door Pierre Cuypers werd ontworpen na de gewonnen Slag bij Mentana, en schilderijen waarop beroemde zoeaven als Pieter Janszoon Jong en Ignace Wils te zien zijn. 
Ook dient het museum als archief. In de loop der tijd heeft het museum vele brieven en dagboeken van zoeaven verworven, vaak via hun nakomelingen. Daarnaast zijn er veel boeken en artikelen over de zoeaven in het archief aanwezig. Het archief is openbaar, wat betekent dat alle archiefstukken op aanvraag zijn te raadplegen. 

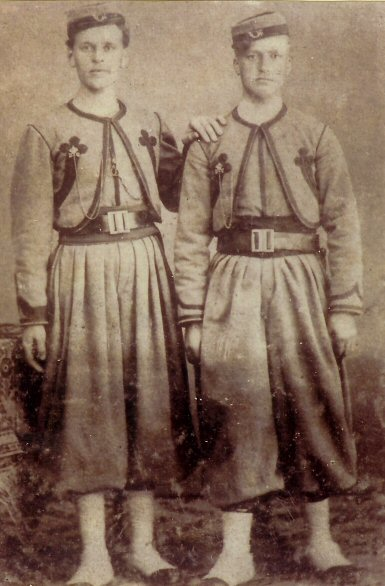
Douwe en Matthijs Walta uit Workum, twee Nederlandse zoeaven van paus Pius IX in 1870.

## Achtergrond
Negentiende-eeuwse ontwikkelingen als de vorming van moderne natiestaten en de scheiding van kerk en staat bedreigden de wereldlijke macht van de paus. Paus Pius IX deed daarom in 1860 een oproep aan katholieke vrijwilligers wereldwijd om dienst te nemen bij de Pauselijke Zoeaven, een infanterie-eenheid die onderdeel was van het leger van de Kerkelijke Staat. De grootste bijdrage aan het zoeavenkorps kwam uit Nederland: 3081 man. Oudenbosch was van 1864 tot 1870 het verzamel- en vertrekpunt van deze zoeaven. Op 20 september 1870 wisten de Italianen Rome in te nemen en viel het doek voor de Kerkelijke Staat. De zoeaven die nog in dienst waren keerden terug naar huis. Zij namen, net als zoeaven die eerder hadden dienstgenomen, vele kleinoden mee uit Rome en omgeving. Samen met de brieven die zij tijdens hun diensttijd naar huis schreven vormen deze snuisterijen de basis voor de collectie van het museum en archief.  
Het museum is een initiatief van de broeder Christofoor van Langen (1893-1968), die als geschiedenisleraar was verbonden aan de kweekschool van het Instituut Saint-Louis. Hij verzamelde voorwerpen die betrekking hadden op de pauselijke zoeaven. In 1947 opende in de voormalige kweekschool een museum. In 1968 overleed broeder Christofoor en werd de verzameling in bruikleen gegeven aan de gemeente. Op 1 mei 1975 werd het museum heropend op de nieuwe locatie, het voormalige raadhuis van Oudenbosch, waar het zich ook tegenwoordig nog bevindt.